# Tolgs socken
Tolgs socken i Småland ingick i Norrvidinge härad i Värend, ingår sedan 1971 i Växjö kommun och motsvarar från 2016 Tolgs distrikt.
Socknens areal är 80,53 kvadratkilometer, varav land 73,45. År 2000 fanns här 502 invånare. Kyrkbyn Tolg med sockenkyrkan Tolgs kyrka ligger i socknen. 

## Administrativ historik
Tolgs socken har medeltida ursprung. 
Vid kommunreformen 1862 övergick socknens ansvar för de kyrkliga frågorna till Tolgs församling och för de borgerliga frågorna till Tolgs landskommun.  Denna senare inkorporerades 1952 i Rottne landskommun som sedan 1971 uppgick i Växjö kommun. Församlingen uppgick 2006 i Söraby, Tolg och Tjureda församling.
1 januari 2016 inrättades distriktet Tolg, med samma omfattning som församlingen hade 1999/2000.  
Socknen har tillhört samma fögderier och domsagor som Norrvidinge härad. De indelta soldaterna tillhörde Smålands husarregemente, Växjö kompani.

## Geografi
Tolgs socken ligger kring Tolgsjön och Asasjön i Mörrumsåns övre lopp och består kuperad skogstrakt på övergången till Sydsvenska höglandet.

## Fornminnen
Tio hällkistor, ett tjugotal gravrösen från bronsåldern och några järnåldersgravfält finns här. En runristning, Tolgstenen med utplånad text, återfinns vid Tolgs Södregård. Offerkällor, de så kallade Barnabrunnarna, har gett rika myntfynd.
"Barnabrunnarna" är tre till antalet och var avsedda särskilt för sjuka barn. Källorna tömdes 1901. Där fanns cirka 6.000 mynt från fem århundraden samt knappar, spännen, ringar och glasögon.

## Namnet
Namnet (13287 Tolgh), taget från kyrkbyn, innehåller ett fornsvensk ord för inskärning som kan syfta på sjön Tolgsjön eller dalgången mellan sjöarna.

### Fotnoter
1. 1 2 3  Svensk Uppslagsbok andra upplagan 1947–1955: Tolg socken
2. 1 2  Harlén, Hans; Harlén Eivy (2003). Sverige från A till Ö: geografisk-historisk uppslagsbok. Stockholm: Kommentus. Libris 9337075. ISBN 91-7345-139-8
3. ↑  ”Församlingar”. Statistiska centralbyrån. https://www.scb.se/hitta-statistik/regional-statistik-och-kartor/regionala-indelningar/forsamlingar/. Läst 30 december 2022.
4. ↑  Administrativ historik för Tolg socken (Klicka på församlingsposten). Källa: Nationella arkivdatabasen, Riksarkivet.
5. 1 2  Sjögren, Otto (1931). Sverige geografisk beskrivning del 2 Östergötlands, Jönköpings, Kronobergs, Kalmar och Gotlands län. Stockholm: Wahlström & Widstrand. Libris 9939
6. 1 2 3  Nationalencyklopedin
7. ↑  Fornlämningar, Statens historiska museum: Tolgs socken
8. ↑  Fornminnesregistret, Riksantikvarieämbetet: Tolgs socken Fornminnen i socknen erhålls på kartan genom att skriva in sockennamn (utan "socken") i "Ange geografiskt område"